# Saving Face (phim 2012)
Saving Face (tạm dịch: Cứu khuôn mặt) bộ phim tài liệu sản xuất năm 2011 và phát hành năm 2012, bộ phim có chủ đề về các cuộc tấn công bằng axít đối với phụ nữ mỗi năm tại Pakistan. Bộ phim được đạo diễn bởi Sharmeen Obaid Chinoy và Daniel Junge. Bộ phim đã được trao Giải Oscar cho phim tài liệu ngắn hay nhất, khiến cho đạo diễn Sharmeen Obaid-Chinoy là người, từng đoạt giải Oscar đầu tiên của Pakistan.
Bộ phim tập trung kể về bác sĩ phẫu thuật người Anh gốc Pakistan, Mohammad Jawad, có văn phòng ở Luân Đôn. Bác sĩ này đã quay trở về quê hương để giúp đỡ các nạn nhân phục hồi khuôn mặt và cuộc sống. Cứu khuôn mặt phô bày sự thật về số phận đầy nghiệt ngã của phụ nữ Pakistan chịu bạo lực chống phụ nữ bằng cách tạt axit do các bất công cơ cấu đối với phụ nữ từ những người đàn ông Hồi giáo. Bộ phim vén "mạng che mặt" cho thế giới biết về những người phụ nữ quanh năm bịt mặt cũng đề cập chủ đề của theo báo cáo của axit bạo lực đối với phụ nữ do sự bất bình đẳng văn hóa và cấu trúc đối với phụ nữ từ người đàn ông Hồi giáo Pakistan. Bộ phim cũng xoay quanh câu chuyện hai người phụ nữ bị tạt axit và cuộc đấu tranh cho công lý và chữa bệnh. Quỹ người sống sót sau khi bị tạt axit của Pakistan, một trong những nội dung chính của bộ phim, đã ghi nhận hơn 100 acid tấn công một năm ở Pakistan nhưng ước tính thấp hơn đến nay do thiếu báo cáo.